# Unboxing

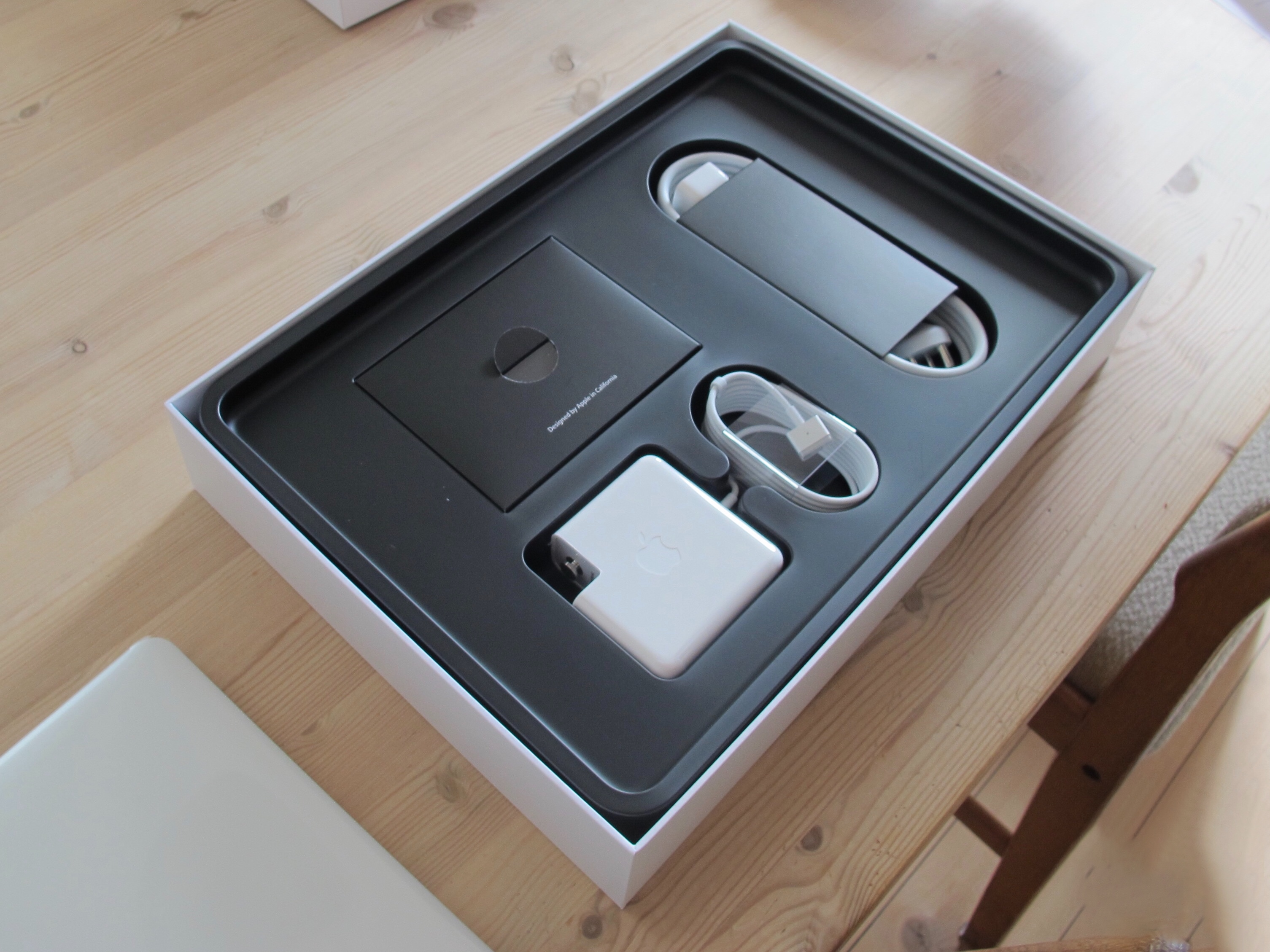
Déballage d'un ordinateur MacBook Pro.

Le terme unboxing est un anglicisme désignant initialement un type de vidéos publiées sur le Web, dans lesquelles des personnes se filment en train de déballer les produits achetés qu'elles viennent de recevoir. La popularité grandissante de ces vidéos a suscité l'intérêt de marques et de distributeurs qui intègrent le processus de déballage comme faisant partie intégrante de l'expérience client. 

## Historique et développement

### Origines
Le premier unboxing date du 12 juin 2006. La vidéo, intitulée Unboxing Ceremony of Nokia E61, est l'œuvre de la société Aradius Media Network. On y voit un employé déballant un téléphone, soulignant la finesse de l'appareil et répertoriant les divers accessoires livrés avec le produit. L'opération dure moins d'une minute et demie.

### Explosion du phénomène
L'analyse du terme unboxing dans Google Trends montre que cette pratique a commencé à susciter l'intérêt des internautes dès la fin 2006. Depuis lors le nombre de recherches sur ce terme a augmenté de manière assez régulière. Entre 2010 et 2014, le nombre de vidéos YouTube contenant le mot unboxing dans leur titre a connu une hausse de 871%. En 2015, le phénomène a généré 60 millions d'heures de vidéos et plus de 1,1 milliard de vues, d'après YouTube.
Avec le temps l'unboxing a touché une variété de plus en plus large de produits. Le phénomène, qui concernait essentiellement les objets technologiques, s'est étendu à tous les types de produits, depuis les œufs surprise en chocolat aux armes à feu en passant par l'habillement ou le fromage. Certaines vidéos présentent même le déballage d'animaux vivants tels que des reptiles. The Guardian résume ainsi l'ampleur du phénomène : si c'est à vendre, quelqu'un est probablement en train de le déballer sur YouTube.

### Réappropriation par les entreprises
Fabricants, marques et distributeurs ont adopté diverses stratégies pour rebondir sur le phénomène, la plus simple consistant à sponsoriser les unboxers populaires et/ou leur offrir des produits à présenter. Le marketing d'influence repose sur plusieurs techniques dont celle d'envoyer aux influenceurs un pack de produits de la marque, le buzz kit spécialement conçu à cet effet. Certaines entreprises ont décidé de rémunérer directement des youtubeurs pour la création de contenu. Ainsi le distributeur américain Target a engagé un enfant de 10 ans, déjà réputé dans l’unboxing, pour qu'il publie des vidéos sur ses jouets préférés. À l'occasion de la sortie de Star Wars, épisode VII : Le Réveil de la Force, Disney a orchestré un marathon d'unboxing de 18h lors duquel des youtubeurs du monde entier ont dépaqueté des produits dérivés de la franchise.
Certaines marques se sont davantage éloignées du concept initial tout en s'appuyant sur la tendance unboxing. Ainsi, dès août 2008, sous couvert d'un compte fictif,  Samsung a publié une vidéo imitant dans un premier temps un unboxing amateur avant de se terminer par une série d'effets spéciaux. La vidéo, qui cumule plus de 2,4 millions de vues, a été conçue en hommage aux créateurs et aux consommateurs d'unboxing, selon Blake Harrop, chef du marketing interactif chez Samsung Mobile. Depuis 2015, Toys "R" Us produit des vidéos en stop-motion sous l'intitulé Toys Unboxing Toys dans lesquelles des jouets déballent d'autres jouets. 
Certaines marques ont porté le concept d'unboxing dans des films publicitaires destinés à la télévision. C'est notamment le cas de la marque de lingerie Adore Me qui a mesuré un taux de réponse et des ventes 20% supérieurs en comparaison avec ses spots traditionnels. 
Grâce aux apports du marketing expérientiel, les entreprises cherchant à se différencier développent la polysensorialité des emballages afin de solliciter les cinq sens du consommateur et de produire l'« effet Waouh » au cours du processus de déballage, dans le but d'acquérir ou de fidéliser la clientèle.

## Analyse

### Motivations des auteurs

#### Partager une passion
Pour Nicolas Glady, professeur à l'ESSEC, l'unboxing n'est que la prolongation de ce qui se faisait avant, à savoir des gens qui partagent leur passion. Ainsi un passionné de jeu vidéo pouvait-il inviter un ami dès la réception d'une nouvelle console. Internet a porté le phénomène à une autre échelle.

#### Motivations économiques
Les publicités diffusées avant ou pendant les vidéos permettent aux auteurs de vidéos d'unboxing de tirer des revenus de leur activité. Le système de rémunération de YouTube est complexe mais un unboxer évoque un gain de 2 à 4 dollars pour 1000 vues. Selon d'autres estimations les revenus seraient d'un peu moins d'un euro pour 1000 vues.
L'engouement des internautes pour l'unboxing a permis à certains youtubeurs de générer des revenus publicitaires parfois conséquents. En 2014, c'est un compte dédié au déballage de produits Disney, DC Toys Collector, qui a amassé le plus de recettes publicitaires sur YouTube avec un total de 4,9 millions de dollars.

### Motivation des spectateurs

#### Recherche d'informations
Lionel Sitz, professeur en marketing et chercheur en sociologie de la consommation à l’EM Lyon business school, souligne que les consommateurs d'unboxing peuvent être simplement en recherche d'informations sur le produit. Dans ce cas, l'unboxing est une nouvelle forme narrative de la critique produit telle que qu'on pourrait la trouver, par exemple, dans un magazine.
Le consommateur peut également se forger une opinion sur l'aspect de l'objet et sa qualité de fabrication. Contrairement aux photos et aux vidéos publicitaires flatteuses diffusées par les fabricants, les vidéos d'unboxing présente un produit sans fard et sans trucages.

#### Motivations psychologiques
Selon Martin Lindstrom, expert en neuro-marketing, l'engouement des internautes pour l'unboxing trouve son origine dans les neurones miroirs. Ces neurones, que l'on qualifie également d'empathiques, permettent au spectateur de la vidéo de se projeter et d'éprouver un sentiment de possession à l'égard du produit en cours de déballage. Certains commentaires publiés sous les vidéos confirment que l'unboxing génère une projection de possession et constitue un substitut à court terme en attendant l'acquisition du produit. Pour Google la clé du succès se cacherait dans le sentiment d'anticipation ressenti lors du déballage. Les vidéos d'unboxing connaissent d'ailleurs un pic de visionnages dans les mois précédents Noël. Certains youtubeurs ont poussé le concept jusqu'à diffuser l'unboxing de leurs propres cadeaux de Noël ou d'anniversaire.

### Style des vidéos
Les vidéos d'unboxing répondent à des styles très divers. Dans ses vidéos, DC Toys Collector ne dévoile ainsi que des mains soigneusement manucurées . D'autres travaillent face caméra et exposent davantage leur personnalité. Certains produisent leurs vidéos en timelapse tandis que d'autres vont privilégier les plans serrés. De fait, les unboxers qui cherchent à générer des revenus ont intérêt à adopter un style, un angle de vue et une personnalité propre.
Fortune remarque qu'une des caractéristiques des vidéos d'unboxing est le vocabulaire employé. L'unboxer utilise souvent un registre provocateur ou un registre quasi-érotique pour parler du produit qu'il déballe. Andru Edwards, directeur général du site unboxing.com, assume d'ailleurs ce registre de l'érotisme en qualifiant l'unboxing de porno geek et en dressant un parallèle avec un club de strip-tease.

## Critiques et limites

### Publicités masquées
La principale critique porte sur le flou qui réside entre l'unboxing spontané et la publicité déguisée. Aux États-Unis, le Campaign for a Commercial-Free Childhood et le Center for Digital Democracy ont déposé deux plaintes auprès de la Federal Trade Commission pour dénoncer ce flou. Josh Golin, directeur exécutif du premier de ces deux organismes, s'inquiète notamment de l'impact que peut avoir ce manque de clarté sur les enfants, peu aptes à différencier les messages promotionnels des contenus éditoriaux.

### Emprise excessive des marques
Du côté des entreprises on s'interroge plutôt sur la bonne attitude à adopter pour profiter au mieux du phénomène. Carol Spieckerman, présidente d'une société de conseils en stratégie, souligne qu'une emprise trop forte des marques sur les youtubeurs risque de jeter un doute sur l'authenticité qui a fait leur succès. Nicolas Glady estime d'ailleurs qu'un youtubeur qui a installé un climat de confiance et une proximité exempte de tous rapports commerciaux avec l'internaute sera 30% plus efficace en terme marketing que la marque elle-même.